# 독물학

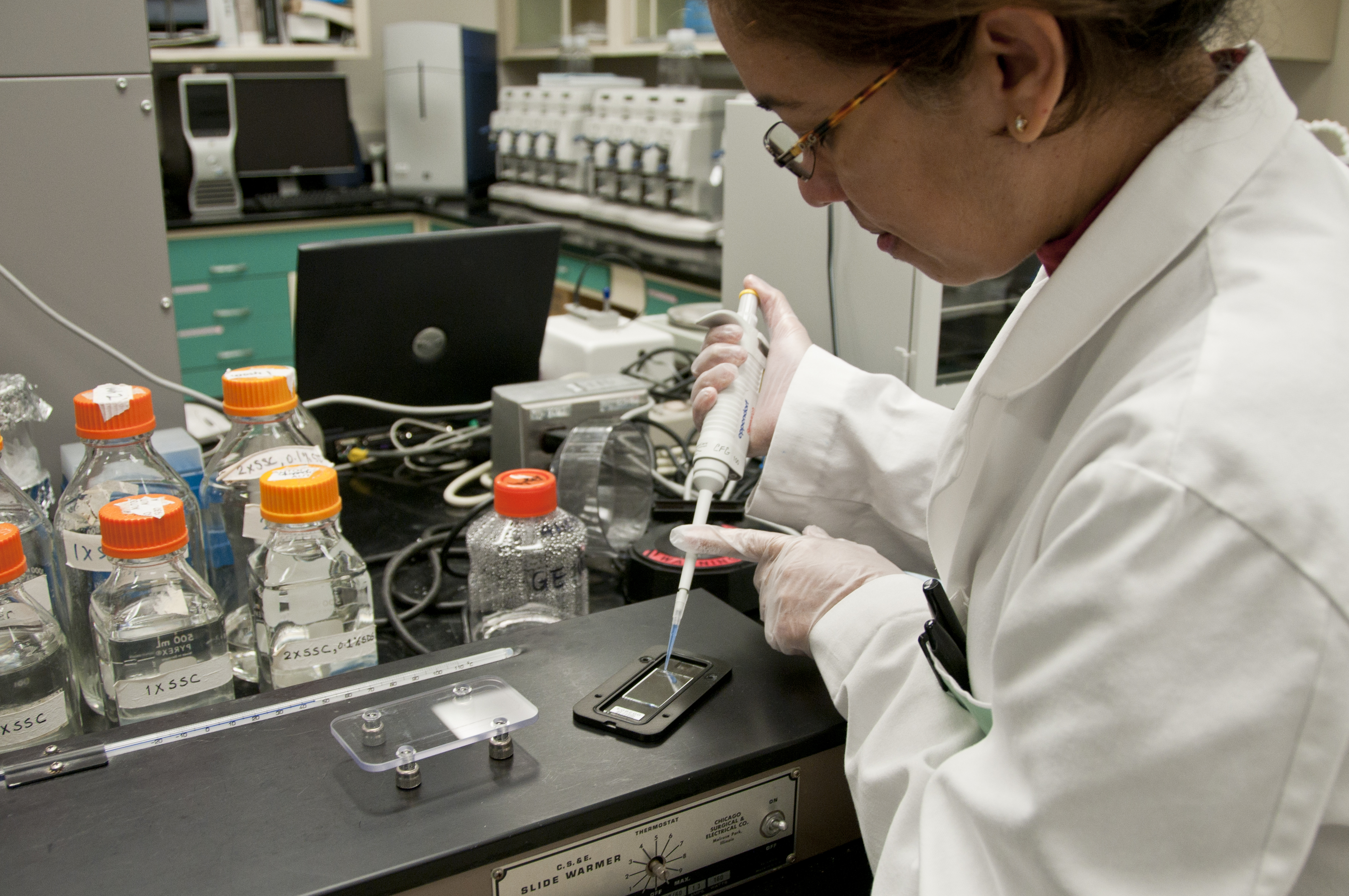
독물학

독물학(毒物學, toxicology)은 생물에 부정적으로 미치는 화학물의 연구에 관한 생물학, 화학, 약리학의 한 계열이다. 특히 사람에 대한 독의 증상, 구조, 치료, 발견에 대한 연구로, 독성학(毒性學)이라고도 한다.  참고로, 약물 중독에 의한 사고사, 의문사 등으로 사망한 사람의 사인을 알아내기 위해 시신에서 혈액과 체액, 위 내용물 등을 채취해 독극물 검사를 실시하기도 한다.

## 역사

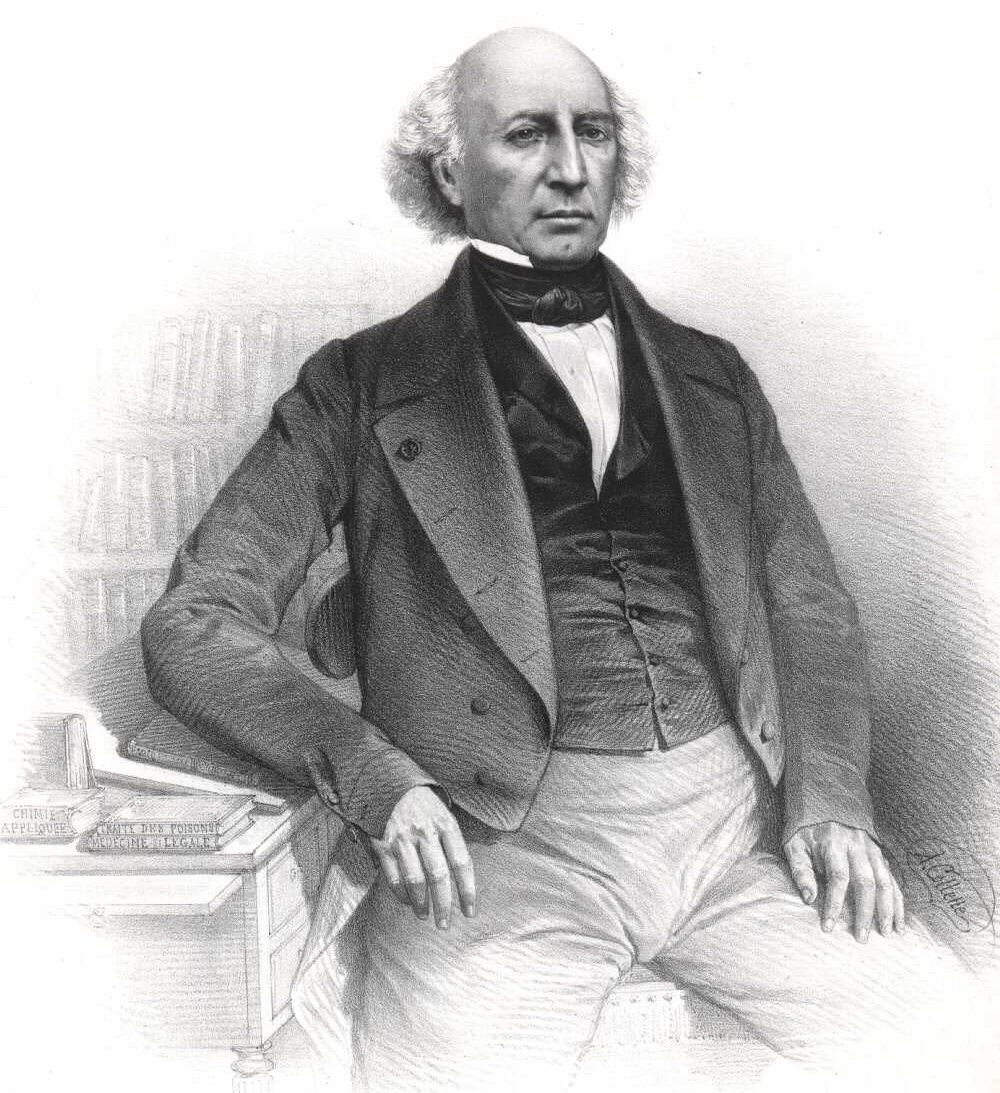
마티외 오르필라의 석판화

그리스의 물리학자 디오스코리데스는 처음으로 식물의 독성과 치료에 미치는 영향에 따른 식물 분류를 시도하였다. 이븐 와흐쉬이야(Ibn Wahshiya)는 9~10세기에 독에 대한 책(Book on Poisons)을 썼다.
마티외 오르필라(Mathieu Joseph Bonaventure Orfila, 1787~1853)는 현대 독성학의 아버지로 불린다. 1813년 그의 서적 《독물논고》(Traité des poisons)에 치료에 대한 최초의 공식적인 기록이 남아있다.
1850년에 장 스타스는 그의 동생이 니코틴에 중독되어 죽임을 당했다는 증거를 벨기에의 법정에서 제시하였다.

## 같이 보기
- 독
- 유독성
- 환경독성학 (en)